# Michael Page (kampsportare)
Michael Jerome Reece-Page, född 7 april 1987, är en engelsk flerfaldig världsmästare i kickboxning, karateka, boxare och MMA-utövare som sedan 2013 tävlar i MMA-organisationen UFC.

## Bakgrund
Page föddes som ett av tio syskon till en trinidadisk pappa och jamaicansk mamma på St Mary's Hospital i London. Båda hans föräldrar tränade Lau Gar-Kung fu och Page började träna Lau Gar själv redan vid tre års ålder. Vid fem år deltog han i sin första tävling och vid åtta års ålder deltog han i sin första internationella tävling. I Tyskland.

## Karriär

### MMA
Missnöjd med hur lite medialt utrymme hans kampsporter fick så valde han att börja tävla i MMA istället. Han övervägde att börja träna hos American Top Team eftersom han har ett äldre syskon som bor i Miami men valde till slut att börja på London Shootfighting och komplettera det med BJJ-träning vid Gracie Barra.

### Boxning
Page lät meddela 12 juli 2017 att han skrivit på ett tre år och femton matcher-kontrakt med Hayemaker Ringstar, en nystartad boxningspromotor ägd av David Haye och den Schweiziske boxningspromotorn Richard Shaefer.
Han var expertkommentator vid Mayweather vs. McGregor på BBC Radio 5 Live tillsammans med kommentatorerna Mike Costello och Steve Bunce.

## Tävlingsfacit

### MMA
| Resultat | Facit | Motståndare              | Metod                   | Evenemang               | Datum             | Rond | Tid  | Plats                  | Notering                                          |
| -------- | ----- | ------------------------ | ----------------------- | ----------------------- | ----------------- | ---- | ---- | ---------------------- | ------------------------------------------------- |
| Vinst    | 1-0   | Ben Dishman (GBR)        | TKO (Tornadospark)      | UCMMA 26                | 4 februari 2012   | 1    | 1:05 | London, Storbritannien |                                                   |
| Vinst    | 2-0   | Miguel Bernard (GBR)     | Submission (armbar)     | UCMMA 27                | 7 april 2012      | 1    | 1:43 | London, Storbritannien | Catchvikt 176 lb / 80 kg, Bernard missade vikten. |
| Vinst    | 3-0   | Haitham El-Sayed (EGY)   | TKO (RSC)               | Super Fight League 7    | 2 november 2012   | 1    | 2:15 | Bombay, Indien         |                                                   |
| Vinst    | 4-0   | Ryan Sanders (USA)       | KO (slag)               | Bellator 93             | 21 mars 2013      | 1    | 0:10 | Lewiston, ME, USA      |                                                   |
| Vinst    | 5-0   | Ramdan Mohamed (EGY)     | Submission (rear-naked) | Super Fight League 15   | 12 april 2013     | 1    | 3:48 | Bombay, Indien         | Mellanviktsdebut                                  |
| Vinst    | 6-0   | Ricky Rainey (USA)       | TKO (slag)              | Bellator 120            | 17 maj 2014       | 1    | 4:29 | Southaven, MS, USA     | Åter till weltervikt                              |
| Vinst    | 7-0   | Nah-Shon Burrell (USA)   | Domslut (enhälligt)     | Bellator 128            | 10 oktober 2014   | 3    | 5:00 | Thackerville, OK, USA  |                                                   |
| Vinst    | 8-0   | Rudy Bears (USA)         | KO (slag)               | Bellator 140            | 17 juli 2015      | 1    | 1:05 | Uncasville, CT, USA    |                                                   |
| Vinst    | 9-0   | Charlie Ontiveros (USA)  | TKO (armbågar)          | Bellator 144            | 23 oktober 2015   | 1    | 3:20 | Uncasville, CT, USA    |                                                   |
| Vinst    | 10-0  | Charlie Ontiveros (USA)  | Submission (estimalås)  | Bellator 153            | 22 april 2016     | 1    | 2:15 | Uncasville, CT, USA    |                                                   |
| Vinst    | 11-0  | Evangelista Santos (BRA) | KO (flygande knä)       | Bellator 158            | 16 juli 2016      | 2    | 4:31 | London, England        | Årets KO 2016                                     |
| Vinst    | 12-0  | Fernando Gonzalez (USA)  | Domslut (delat)         | Bellator 165            | 19 november 2016  | 3    | 5:00 | San Jose, CA, USA      |                                                   |
| Vinst    | 13-0  | David Rickels (USA)      | TKO (stannar i hörnet)  | Bellator 200            | 25 maj 2018       | 2    | 0:43 | London, England        |                                                   |
| Vinst    | 14-0  | Paul Daley (GBR)         | Domslut (enhälligt)     | Bellator 216            | 16 februari 2019  | 5    | 5:00 | Uncasville, CT, USA    |                                                   |
| Förlust  | 14-1  | Douglas Lima (BRA)       | KO (slag)               | Bellator 221            | 11 maj 2019       | 2    | 0:35 | Rosemont, IL, USA      |                                                   |
| Vinst    | 15-1  | Richard Kiely (IRL)      | KO (flygande knä)       | Bellator 227            | 27 september 2019 | 1    | 2:42 | Dublin, Irland         |                                                   |
| Vinst    | 16-1  | Giovanni Melillo (ITA)   | KO (slag)               | Bellator London 2       | 23 november 2019  | 1    | 1:47 | London, England        |                                                   |
| Vinst    | 17-1  | Shinsho Anzai (JPN)      | KO (slag)               | Bellator & Rizin: Japan | 29 december 2019  | 2    | 0:23 | Saitama, Japan         | Catchvikt 173 lb                                  |
| Vinst    | 18-1  | Ross Houston (SCO)       | Domslut (enhälligt)     | Bellator 248            | 10 oktober 2020   | 3    | 5:00 | Paris, Frankrike       | Catchvikt 175 lb                                  |

### Boxning
| Resultat | Facit | Motståndare            | Poäng | Metod | Datum           | Rond | Tid  | Arena            | Plats           |  |
| -------- | ----- | ---------------------- | ----- | ----- | --------------- | ---- | ---- | ---------------- | --------------- |  |
| Vinst    | 1-0   | Jonathan Castano (SPA) | -     | TKO   | 20 oktober 2017 | 3(4) | 2:15 | indigo at The O2 | London, England |  |
| Vinst    | 2-0   | Michal Ciach (POL)     | -     | KO    | 15 juni 2018    | 2(4) | 0:18 | York Hall        | London, England |  |